# Свислочь (приток Немана)
Сви́слочь (бел. Свіслач, Сьвіслач, произношениео файле) — река в Беларуси и Польше, левый приток Немана. Длина 137 км, площадь бассейна 1750 км². Берёт начало на Волковысской возвышенности между городом Свислочь и деревнями Грицки и Занки, впадает в Неман выше Гродно. Средний расход (в 12 км от устья) 7,6 м³/с. Половодье наблюдается с февраля по апрель. В нижнем течении расположена ГЭС. В среднем течении образует государственную границу Беларуси и Польши.
Долина в верхнем и нижнем течении трапециевидная, шириной 0,8—2 км, в среднем не выражена. Склоны пологие и умеренно крутые, изрезанны долинами притоков и оврагами. Пойма двусторонняя, её ширина 300—500 м, ровная, в среднем течении не выражена, преимущественно заболоченная
Русло на протяжении 30,6 км канализовано: от истока до д. Дворчаны (8,5 км) и от границы с Польшей до д. Ярмоличи (22,1 км). На остальном протяжении извилистое, его ширина в верхнем течении 3—6 м, ниже 10—35 м, местами до 60 м. Высота устья — 97,9 м над уровнем моря.
Основные притоки — Лошанка, Индурка, Одла, Уснарка, Крынка, Нетупа, Колодзежанка, Источанка (левые); Пикелка, Веретейка, Берестовичанка, Тишовка, Куклянка, Рудавка (правые).
Крупнейший населённый пункт на реке — город Свислочь.